# Scopula pumilio
Scopula pumilio là một loài bướm đêm trong họ Geometridae.